# International Traffic in Arms Regulations
Lire en ligne

(en) Code of Federal Regulations (défilez jusqu'à la section Subchapter M, Parts 120-130 pour une version mise à jour de l'ITAR)

La Réglementation américaine sur le trafic d'armes au niveau international (en anglais International Traffic in Arms Regulations, ITAR) désigne un ensemble de règlements du gouvernement fédéral américain servant à contrôler les importations et exportations des objets et services liés à la défense nationale, tels que recensés sur la « Liste des matériels de guerre et assimilés américains » (United States Munitions List (en), USML). 
Ces règlements appliquent différentes clauses de la « Loi américaine sur l'exportation de matériels de guerre » (Arms Export Control Act (en), AECA), conformément au Code des lois et règlements américains (Code of Federal Regulations, CFR), Titre 22 (Relations Internationales), Chapitre I ( Département d'État américain), Section M. 
Le Département d'État américain interprète et applique l'ensemble des règles ITAR dans le but de garantir la sécurité du territoire et de favoriser les objectifs de la politique étrangère des États-Unis.

## Historique
Cette réglementation est mise en place en 1976 dans le contexte de la guerre froide.
La dépendance de nombreux pays aux technologies américaines pose la question de leur souveraineté en matière de production et de commerce d'armement. Ainsi, dans les années 2020, « les industriels français de l'armement déposent chaque année entre 800 et 1 000 dossiers pour obtenir des licences d'exportation de la part des États-Unis ». Ces pays peuvent être amenés à adapter leur armement à des équipements « ITAR-free », c'est-à-dire développer des solutions industrielles sans composants américains.

## Exemples
La puce QRS-11 est un capteur gyroscopique se trouvant en particulier dans des systèmes d'orientation des missiles de type Maverick. Boeing doit payer en 2006 15 millions de dollars d'amende pour avoir vendu entre 2000 et 2003 94 avions civils équipés de cette puce, dont 19 à la Chine,.

## Impact dans l'industrie aérospatiale

### Thales
L'industrie européenne des satellites - mais pas seulement elle - utilise des composants américains. Elle doit passer par la procédure ITAR d'autorisation d'exportation de matériels comportant des composants jugés sensibles par les États-Unis.
Falcon Eye a dû attendre plus de six mois pour obtenir le précieux sésame. Ce contrat a été gagné face à la concurrence de la société américaine Lockheed Martin. Mais c'est grâce à un accord obtenu par le Président français, François Hollande et son homologue américain, Barack Obama, lors de sa visite d'État aux États-Unis le 13 février 2014, que le frein à sa mise en œuvre a pu être levé ; laissant planer un soupçon de protectionnisme économique.
Les satellites Spacebus, construits par Thales Alenia Space, ont une version dite ITAR-Free — c’est-à-dire sans composants susceptibles de susciter l’opposition du gouvernement des États-Unis — permettant une exportation dans certains pays « sensibles » selon le droit américain, comme la Chine. Cependant, il est révélé par la suite que ces satellites comportent bel et bien des composants américains soumis à l'ITAR, frauduleusement fournis par des entreprises américaines. Ces fournisseurs sont ainsi condamnés et Thales préfère renoncer à concevoir de tels satellites,.
La règle ITAR s'est durcie dans les années 2010, empêchant le lancement des satellites par les lanceurs chinois.
En décembre 2011, Thales Alenia Space signe un contrat auprès de la China Great Wall Industry Corp. pour lancer le satellite TurkmenAlem52E/MonacoSAT Itar Free sur le lanceur chinois Longue Marche CZ-3B. En 2013, après la révélation concernant la présence de composants soumis à l'ITAR dans des satellites supposés ne pas en contenir (« Itar Free »), le Département d’État américain met la pression sur Thales Alenia Space pour mettre un terme à cette gamme « Itar Free ». La société est obligée d'annuler le contrat de lancement en Chine et doit se rabattre alors sur le Falcon 9 de SpaceX, signant un contrat en juin 2013 avec le seul lanceur occidental compatible avec le budget d'un lancement chinois.

### Dassault
ITAR est également utilisé par les États-Unis afin de bloquer certaines ventes du Rafale à l'Égypte, alors même que les États-Unis sont l'un des principaux fournisseurs de l'Armée de l'air égyptienne ainsi que l'un de ses financiers. Il est envisagé de concevoir des alternatives aux composants américains mais le coût serait très élevé, sans compter les délais supplémentaires,.